# Концевой, Артём Владимирович
Артём Влади́мирович Концево́й (бел. Арцём Уладзіміравіч Канцавы; род. 20 мая 1983[…], Гомель) — белорусский футболист, выступавший на позиции нападающего, футбольный тренер. Главный тренер борисовского БАТЭ. Мастер спорта международного класса. Член Клуба белорусских бомбардиров.

## Карьера

### Клубная
Воспитанник ДЮСШ «Гомсельмаш» (Гомель). Первый тренер — Владимир Иванович Злотников.
В молодом возрасте играл за БАТЭ. Позднее выступал в России. В 2005 году вернулся в Беларусь, став одним из основных игроков МТЗ-РИПО. В 2009 году перешёл в «Спартак» из Нальчика. Сезон 2010 провёл в аренде в БАТЭ, после чего был выкуплен борисовским клубом.
Сначала играл в основном составе на позиции центрального нападающего или правого полузащитника. В 2013 году стал появляться на поле только эпизодически, что во многом было связано с изменением тактической схемы борисовчан, которые стали играть без ярко выраженных фланговых полузащитников.
В результате по окончании сезона 2013 покинул БАТЭ в статусе свободного агента и в январе 2014 года подписал контракт с «Торпедо-БелАЗ». В жодинским клубе стал игроком основы, сначала играл в центре атаки, позднее стал выступать на позиции правого крайнего нападающего. В январе 2015 года продлил контракт с клубом. В начале сезона 2015 не играл из-за травмы. В июле покинул «Торпедо-БелАЗ».
В июле 2015 года присоединился к гродненскому «Неману». Стал основным центральным нападающим команды. В январе 2016 года продлил соглашение с клубом. В сезоне 2016 оставался игроком основы, финишный отрезок которого пропустил из-за травмы. В феврале 2017 года подписал новый контракт с «Неманом». В сезоне 2017 реже появлялся на поле, чаще всего выходил на замену, в конце сезона играл на позиции правого защитника. В ноябре продлил контракт на год. В январе 2019 года подписал новое соглашение с «Неманом».  В декабре 2019 года покинул клуб.
В феврале 2020 принял решение о завершении карьеры.

### В сборной
В национальной сборной Беларуси дебютировал 28 февраля 2006 года на X международном турнире национальных сборных на Кипре (Кубок Кипрской футбольной ассоциации) в матче со сборной Греции в Лимасоле (0:1).

## Тренерская карьера
В марте 2020 года вошёл в тренерский штаб дублирующего состава борисовского БАТЭ. В 2022 году стал главным тренером юношеской команды 2008 года рождения. В 2023 году вернулся в тренерский штаб дублирующего состава. В январе 2024 года присоединился к тренерскому штабу Игоря Криушенко. В августе 2024 года, после отставки Игоря Криушенко, стал главным тренером БАТЭ-2. В июле 2025 года стал главным тренером борисовского БАТЭ. В его тренерский штаб вошли Владимир Невинский, Дмитрий Лихтарович, Игорь Рожков, Борис Панкратов и легкоатлетка Алина Талай, которой доверили отвечать за физическую подготовку футболистов.

## Достижения
«Спартак» (Москва)
- Обладатель Кубка России: 2003

БАТЭ
- Чемпион Беларуси (5): 2002, 2010, 2011, 2012, 2013
- Бронзовый призёр чемпионата Беларуси: 2001
- Обладатель Кубка Беларуси: 2009/10
- Обладатель Суперкубка Беларуси (2): 2010, 2013

МТЗ-РИПО
- Бронзовый призёр чемпионата Беларуси (2): 2005, 2008
- Обладатель Кубка Беларуси (2): 2004/05, 2007/08

### Личные
Дважды включался БФФ в список 22 лучших футболистов чемпионата Беларуси: 2006, 2008.

## Личная жизнь
Женат с 2002 года . Супруга Наталия . Воспитывают сыновей Александра и Никиту.